# Corgoň liga 2011/2012
Sezóna 2011/12 byla 19. ročníkem nejvyšší slovenské fotbalové soutěže. Corgoň liga začala v první polovině července 2012. Hraje se každý rok od léta do jara se zimní přestávkou. Účastní se jí 12 týmů, každý s každým hraje jednou na domácím hřišti a jednou na hřišti soupeře. Navíc se pak opakuje první část zápasů, takže je za sezonu odehráno vždy 33 kol. Mistrovský titul ze sezóny 2010/11 obhajovala ŠK Slovan Bratislava, která slovenský fotbal reprezentovala ve 2. předkole Ligy mistrů, stejně jako vítěz ligy na konci nadcházející sezony. Druhý a třetí tým v tabulce si zajistil účast v předkolech Evropské ligy. Vítězem tohoto ročníku se stala MŠK Žilina a naopak sestoupila FC DAC 1904 Dunajská Streda. Nováčkem tohoto ročníku byl FK AS Trenčín.

## Lokalizace
- Žilinský kraj – MŠK Žilina, MFK Ružomberok
- Trnavský kraj – FC Spartak Trnava, FK Senica, FC DAC 1904 Dunajská Streda
- Bratislavský kraj – ŠK Slovan Bratislava
- Trenčínský kraj – FK AS Trenčín
- Nitranský kraj – FC Nitra, FC ViOn Zlaté Moravce
- Banskobystrický kraj – FK Dukla Banská Bystrica
- Prešovský kraj – 1. FC Tatran Prešov
- Košický kraj – MFK Košice

## Kluby
| Klub                        | Stadion                             | Kapacita | Kapitán         | Sponzor | Poslední sezona    |
| --------------------------- | ----------------------------------- | -------- | --------------- | ------- | ------------------ |
| ŠK Slovan Bratislava        | Stadion Pasienky                    | 12 000   | Igor Žofčák     | Adidas  | 1. místo           |
| FK Senica                   | Štadión FK Senica                   | 4 500    | Ján Gajdošík    | Hummel  | 2. místo           |
| MŠK Žilina                  | Štadión pod Dubňom                  | 11 181   | Miroslav Barčík | Nike    | 3. místo           |
| FC Spartak Trnava           | Štadión Antona Malatinského         | 18 448   | Miroslav Karhan | Givova  | 4. místo           |
| FK Dukla Banská Bystrica    | Štadión SNP                         | 10 000   | Martin Poljovka | Adidas  | 5. místo           |
| FC ViOn Zlaté Moravce       | Štadión FC ViOn                     | 4 000    | Pavol Majerník  | Legea   | 6. místo           |
| MFK Ružomberok              | Štadión pod Čebraťom                | 4 817    | Pavol Masaryk   | Umbro   | 7. místo           |
| FC Nitra                    | Štadión pod Zoborom                 | 11 384   | Miloš Šimončič  | Jako    | 8. místo           |
| FC DAC 1904 Dunajská Streda | Mestský štadión DAC Dunajská Streda | 3 170    | Ján Marcin      | Adidas  | 9. místo           |
| 1. FC Tatran Prešov         | Štadión Tatran                      | 5 410    | Ján Papaj       | Adidas  | 10. místo          |
| MFK Košice                  | Štadión Lokomotívy v Čermeli        | 9 000    | Peter Šinglár   | Nike    | 11. místo          |
| FK AS Trenčín               | Štadión na Sihoti                   | 4 500    | Martin Šavela   | Nike    | 1. místo (2. liga) |

## Tabulka
| Poř. | Tým                         | Z  | V  | R  | P  | VG | OG | B  |
| ---- | --------------------------- | -- | -- | -- | -- | -- | -- | -- |
| 1.   | MŠK Žilina                  | 33 | 19 | 10 | 4  | 52 | 27 | 67 |
| 2.   | FC Spartak Trnava           | 33 | 19 | 8  | 6  | 44 | 22 | 65 |
| 3.   | ŠK Slovan Bratislava        | 33 | 16 | 6  | 1  | 48 | 35 | 59 |
| 4.   | FK Senica                   | 33 | 15 | 12 | 6  | 47 | 23 | 57 |
| 5.   | FK AS Trenčín               | 33 | 12 | 12 | 9  | 51 | 49 | 48 |
| 6.   | MFK Ružomberok              | 33 | 11 | 11 | 11 | 39 | 34 | 44 |
| 7.   | FC ViOn Zlaté Moravce       | 33 | 11 | 8  | 14 | 34 | 43 | 41 |
| 8.   | FC Nitra                    | 33 | 9  | 12 | 12 | 33 | 39 | 39 |
| 9.   | FK Dukla Banská Bystrica    | 33 | 9  | 10 | 14 | 37 | 44 | 37 |
| 10.  | 1. FC Tatran Prešov         | 33 | 7  | 12 | 14 | 23 | 35 | 33 |
| 11.  | MFK Košice                  | 33 | 6  | 11 | 16 | 25 | 40 | 29 |
| 12.  | FC DAC 1904 Dunajská Streda | 33 | 5  | 1  | 27 | 21 | 63 | 16 |

Poznámky:
- Z = Odehrané zápasy; V = Vítězství; R = Remízy; P = Prohry; VG = Vstřelené góly; OG = Obdržené góly; B = Body

|  | Liga mistrů 2011/12 – druhé předkolo Ligy mistrů          |
|  | Evropská liga UEFA 2011/12 – druhé předkolo Evropské ligy |
|  | Evropská liga UEFA 2011/12 – první předkolo Evropské ligy |
|  | Sestup do 2. slovenské fotbalové ligy                     |

### Střelci
| Pořadí | Střelec          | Klub                        | Góly |
| ------ | ---------------- | --------------------------- | ---- |
| 1      | Pavol Masaryk    | MFK Ružomberok              | 18   |
| 2      | Juraj Halenár    | ŠK Slovan Bratislava        | 15   |
| 3      | Lester Peltier   | FK AS Trenčín               | 11   |
| 4      | Martin Jakubko   | FK Dukla Banská Bystrica    | 10   |
| 4      | Róbert Pich      | MŠK Žilina                  | 10   |
| 6      | Tomáš Majtán     | MŠK Žilina                  | 9    |
| 6      | Martin Vyskočil  | 1. FC Tatran Prešov         | 9    |
| 8      | Dzon Delarge     | FC DAC 1904 Dunajská Streda | 8    |
| 8      | David Depetris   | FK AS Trenčín               | 8    |
| 10     | Miroslav Barčík  | MŠK Žilina                  | 6    |
| 10     | Filip Hlohovský  | FK AS Trenčín               | 6    |
| 10     | Martin Hruška    | FC ViOn Zlaté Moravce       | 6    |
| 10     | Erik Pačinda     | MFK Košice                  | 6    |
| 10     | Ladislav Tomaček | FC Spartak Trnava           | 6    |

## Vítěz
| Corgoň liga 2011/12 MŠK Žilina (6. titul) |